# Juan José Sardén
Juan José Sarden fue un militar español y fundador de la ciudad San Miguel del Monte con importante actuación en la defensa de la frontera del Virreinato del Río de la Plata con las tribus indígenas a fines del siglo XVIII. 

## Biografía
Juan José de Sardén y Bremond nació en 1744 en Peñíscola, de origen noble. A los 11 años ingresó como cadete en el Regimiento de caballería de Montesa. 
En junio de 1762 fue promovido a alférez y en la Guerra de los Siete Años participó bajo el mando del Conde de Aranda de la Campaña de Portugal (1762), luchando en la toma de Oteyxo, Braganza y en el sitio y toma de Almeida.
Fue destinado a la Gobernación del Río de la Plata como Ayudante Mayor de Caballería a las órdenes del teniente coronel Diego de Salas y el 20 de noviembre de 1764 comandó el destacamento de Dragones en la represión de la Rebelión de los Comuneros Correntinos de 1764.
En 1773 fue comandante de Asambleas de Dragones de milicias, sólo 25 hombres, a las órdenes de Juan José de Vértiz y Salcedo en la campaña contra Río Grande.
En marzo de 1775 era ya capitán afectado a la defensa de la frontera norte de Buenos Aires contra el indio.
En 1778 en una junta de guerra convocada por el nuevo virrey Juan José de Vértiz y Salcedo el maestre de campo Manuel Pinazo, comandante de fronteras, se opuso al plan de Pedro de Cevallos de efectuar una campaña general contra las tribus indias y aconsejó mantener la línea de frontera. Antes de decidir, Vértiz dispuso la realización de una expedición de inspección que encargó al teniente coronel Francisco Betbezé. 
El 12 de abril de 1779 Betbezé aconsejó mantener la línea pero aumentar el número de fuertes que la defendían. El 8 de mayo de 1779 Vertiz lo nombró Comandante de Frontera en la Guardia del Monte y subinspector de todas las milicias del campo. Donde ejerció la Guardia del Monte se fundaría la ciudad San Miguel del Monte, y se lo reconoce como su fundador 
El 1 de junio de 1779 Vértiz dio su aprobación al proyecto Betbezé y se adoptaron las primeras medidas tendientes a su realización.
Como parte de ese programa, el 27 de mayo de 1779 partieron de la Guardia del Zanjón, Sardén, Nicolás de la Quintana, Pedro Nicolás Escribano, el alférez Jorge Peralta, los sargentos Antonio de Olavarria y Andrés Martínez con los cabos y soldados de la compañía de Blandengues "La Conquistadora" (antes La Atrevida), acompañados por milicianos, dragones, y 70 peones y carreteros llevando todo lo necesario para la instalación del nuevo Fuerte de Chascomús.
En noviembre de 1779 Sardén fue promovido a "sargento mayor de frontera y Subinspector de todas las milicias del campo y Río de la Plata" en reemplazo de Pinazo.
Se lo considera fundador de San Miguel del Monte en tanto responsable de los trabajos efectuados bajo la dirección del Ayudante Mayor de Frontera Sebastián de la Calle para convertir la deteriorada guardia del Monte en una "Guardia principal", incluyendo la construcción de la primera capilla en noviembre de 1779.
Mientras se realizaban aún las obras, en la noche del 27 al 28 de agosto de 1780 una invasión de mil indígenas encabezados por el cacique Linco Pagni alcanzó Chascomús y Luján. Sardén participó en la represión que se extendió hasta la Guardia del Monte logrando matar a 50 de los atacantes. 
Sin embargo, ante la incapacidad de las milicias de frontera de impedir el suceso, Vértiz suspendió en el mando a Sardén, dispuso su arresto y lo sometió a un consejo de guerra, que falló a su favor absolviéndolo de culpa y cargo al comprobar que carecía de fuerzas suficientes. Vertiz aceptó el veredicto de la justicia militar y lo restableció en el cargo.
El 3 de octubre un nuevo malón provocó un inesperado cambio en la política defensiva de la frontera sur del Virreinato del Río de la Plata. El 4 de noviembre reunió en junta de guerra a sus oficiales de experiencia para decidir si proponer una expedición de represalia a Sierra de la Ventana o mantener y fortalecer la línea de defensa, optándose por recomendar esta última estrategia.
Sardén propuso que el nuevo Fuerte Nuestra Señora del Pilar de los Ranchos fuera también guarnecido con una compañía de blandengues y "aumentar el Cuerpo de Blandengues hasta el número de seiscientos, repartidos por seis Compañías" que se establecerían una en Chascomús, otra en Monte, dos en Luján, una en Salto, y otra en Rojas.
El 24 de noviembre de 1780 sostuvo con su tropa, poco más de un centenar de hombres, un enfrentamiento con "600 aucas, tehuelches y ranqueles" en las proximidades del río Salado donde los alcanzó conduciendo gran cantidad de ganado robado. La lucha duró dos horas y los indígenas sufrieron fuertes bajas. pero por la indisciplina que existió en el ataque aquellos consiguieron huir después de incendiar los campos, mientras que Sardén debió retirarse en dirección al fuerte de Chascomús tras recuperar 7 cautivas y ganado, sufriendo 
5 muertos y trece heridos. Ese mismo año hizo otras dos salidas contra las tribus indias que permanecían amenazando la frontera.
Fue el encargado de implementar las disposiciones de Vértiz tendientes a favorecer el asentamiento de población al abrigo de los fuertes, no ya sobre la base exclusiva de las familias de los soldados sino reuniendo a los vagabundos que recorrían los campos y a los campesinos dispersos en la campaña vecina.
Un bando del 3 de octubre de 1780 ordenó que todos los pobladores se asentaran a distancia de tiro de cañón de los fuertes, con pena de la vida para los que desobedecieran. El 11 de marzo de 1781 se dictó una orden general a todos los sargentos mayores de campaña para que continuasen conduciendo a los fuertes a todas las familias que aún habitaran parajes apartados y estuvieran expuestas a las invasiones. Incluía en la orden también a quienes aún sin hallarse en situación de peligro carecieran de residencia fija, a los peones de chacras y estancias, y a los que vagaban por la campaña sin ocupación conocida.
El 18 de septiembre de 1782 efectuó una salida al frente de 120 blandengues pero al ser atacado el 21 por 800 indios de lanza se replegó sobre la frontera.
En 1783, repentinamente y sin causa aparente, recibió órdenes de embarcar a España. Enterado de acusaciones formuladas por el sargento mayor Julián Cañas, Sardén reclamó al Virrey que hiciese levantar un sumario para tener ocasión de efectuar su descargo o bien lo declarase absuelto. Se realizara o no dicha actuación, Sardén regresó a su patria.
En enero de 1789 fue promovido a teniente coronel. En 1790 solicitó "el gobierno de Córdoba o la tenencia de Rey de Buenos Aires" manifestando ser "teniente coronel graduado y sargento mayor de caballería, el más antiguo", lo que le fue denegado.